# Fizică atomică
Fizica atomică este o ramură a fizicii microscopice ce se ocupă cu studiul atomilor ca un sistem izolat de electroni și un nucleu atomic. În principal studiază aranjarea electronilor în jurul nucleului, dar și procesele prin care aranjarea electronilor se modifică. Aceasta include și ionii și atomii neutrii.
Termenul de fizică atomică este cel mai des asociat cu fizica nucleară, deoarece în general atomic și nuclear sunt sinonime pentru majoritatea populației. Specialiștii fizicieni diferențiază fizica atomică și fizica nucleară. În cazul fizicii nucleare se studiază strict numai nucleul atomului.

## Natura atomică a materiei

Structura atomului de heliu

Atomul este cel mai mic constitutiv ireductibil al unui sistem chimic. Cuvântul este derivat din limba greacă, atomos, indivizibil, format din particula a-, nu, și tomos, divizare. (A) Acesta reprezintă de obicei componentele de bază ale moleculelor și materia obișnuită. Atomii nu sunt divizibili prin reacții chimice, dar sunt acum cunoscuți a fi compuși din particule subatomice chiar mai mici. Dimensiunile acestor atomi sunt în general în intervalul de la 22 până la 100 pm. 

### Ipoteze atomice
Marea varietate de materie cu care ne confruntăm în experiența de zi cu zi este formată din atomi. Existența unor astfel de particule a fost propusă pentru prima dată de către filosofii greci, precum Democrit, Leucip, și epicurieni, dar fără niciun argument real, astfel încât conceptul a dispărut. Aristotel argumenta împotriva indivizibililor lui Democrit (care diferă considerabil de utilizarea istorică și modernă a termenului "atom"). Conceptul atomic a fost reînviat de Rudjer Boscovich în secolul XVIII, și apoi aplicat în chimie de John Dalton.
Rudjer Boscovich și-a bazat teoria pe mecanica newtoniană și a publicat-o în 1758 în lucrarea sa Theoria philosophiae naturalis redacta ad unicam legem virium in natura existentium. Conform lui Boscovich, atomii sunt puncte fără structură internă, care prezintă forțe de respingere și atracție între ele, în funcție de distanță. John Dalton a folosit teoria atomică pentru a explica de ce gazele se combina întotdeauna în raporturi simple. Abia odată cu studiile lui Amedeo Avogadro, în secolul XIX, oamenii de știință au început să se facă distincția între atomi și molecule. În timpurile moderne atomii au fost observați și experimental.
După cum s-a constatat ulterior, atomii sunt făcuți din particule mai mici. De fapt, aproape tot atomul este spațiu gol. În centru este un nucleu pozitiv mic compus din nucleoni (protoni și neutroni), iar restul atomului conține numai norii de electroni destul de flexibili. De obicei atomii sunt neutri electric, cu un număr egal de electroni și protoni. Atomii sunt clasificați în general prin numărul atomic, care corespunde numărului de protoni din atom. De exemplu, atomii de carbon sunt acei atomi care conțin 6 protoni. Toți atomii care au același număr atomic partajează o varietate largă de proprietăți fizice și prezintă același comportament chimic. Diferitele tipuri de atomi sunt prezentate în tabelul periodic. Atomi având același număr atomic, dar diferite mase atomice (datorită numărului lor diferit de neutroni), se numesc izotopi.
În 1827, botanistul Robert Brown a folosit un microscop pentru a privi praful care plutea în apă printr-o mișcare la întâmplare (”browniană”) concluzionând că aceasta se datorează moleculelor de apă . În 1905, Albert Einstein a demonstrat realitatea acestor molecule și a mișcărilor lor prin producerea primei analize fizice statistice a mișcării browniene. Fizicianul francez Jean Perrin a folosit lucrarea lui Einstein pentru a determina experimental masa și dimensiunile atomilor, confirmând astfel în mod concludent teoria atomică a lui John Dalton.
Cel mai simplu atom este atomul de hidrogen, având numărul atomic 1, și constând dintr-un proton și un electron. Acesta a fost subiect de mare interes în domeniul științei, în special în dezvoltarea timpurie a teoriei cuantice.
Comportamentul chimic al atomilor se datorează interacțiunilor dintre electroni. În special electronii din orbitele exterioare, numiți electroni de valență, au cea mai mare influență asupra comportamentului chimic. Electronii nucleului (cele care nu aparțin de mantaua exterioară) joacă și ei un rol, dar de obicei în funcție de un efect secundar datorat screening-ului sarcinii pozitive din nucleul atomic.
Există o tendință puternică la atomi de a umple complet (sau goli complet) învelișul de electroni exterior în care, în hidrogen și heliu, există loc pentru doi electroni, iar în toți ceilalți atomi există loc pentru opt electroni. Acest lucru este realizat fie prin schimbul de electroni cu atomii vecini, fie prin îndepărtarea completă a electronilor de la alți atomi. Când electronii sunt partajați se formează o legătură covalentă între cei doi atomi. Legaturile covalente sunt cel mai puternic tip de legături atomice.
Când unul sau mai mulți electroni sunt complet eliminați dintr-un atom de către alt atom, se formează ioni. Ionii sunt atomi care posedă o sarcină diferită de zero, ca urmare a unui dezechilibru în numărul de protoni și electroni. Ionul care a luat electronul se numește anion, și este încărcat negativ. Atomul care a pierdut electronul este numit cation, și este încărcat pozitiv. Cationii și anionii sunt atrași unul de celălalt datorită forțelor coulombiene între sarcinile pozitive și negative. Această atracție este numită legături ionice, și este mai slabă decât legăturile covalente.
După cum s-a menționat mai sus, legătura covalentă implică o stare în care electronii sunt împărțiți în mod egal între atomi, în timp ce legătura ionică presupune că electronii sunt complet îndepărtați de anion. Cu excepția unui număr limitat de cazuri extreme, niciuna dintre aceste imagini nu este complet corectă. În cele mai multe cazuri de legături covalente, electronul este comun în mod inegal, petrece mai mult timp în jurul atomului mai electronegativ, rezultând că legătura covalentă are un oarecare caracter ionic. În mod similar, în legătura ionică electronii petrec adesea o mică parte din timp în jurul atomului mai electropozitiv, rezultând un oarecare caracter de covalență pentru legătura ionică. 
Modele istorice de atomi:
- Modelul lui Democrit[9]
- Modelul budincă de prune[10]
- Modelul Bohr[11]
- Modelul mecanicii cuantice[12].

## Atomii izolați
În cadrul fizicii atomice, atomii sunt întotdeauna considerați izolați – un singur nucleu înconjurat de unul sau mai mulți electroni legați. Din acest motiv nu se studiază formarea moleculelor, nici nu se examinează atomii în materiale solide sau în materie condensată. Se studiază procese precum ionizarea și excitarea de către fotoni sau coliziunea cu particule atomice.
Modelarea atomilor în izolare nu pare realistă, însă atomii din gaz și plasmă interacționează între ei după un interval de timp enorm în comparație cu procesele atomice studiate. Astfel, atomii pot fi considerați izolați. Fizica atomică oferă bazele teoriei ce se folosește în fizica plasmei și fizica atmosferei.

## Electroni
Configurația electronilor se referă la aranjarea electronilor în cadrul unui atom. Precum alte particule elementare, electronii sunt supuși legilor mecanicii cuantice. Stările cuantice ale unui electron sunt date de funcția undă cu valori în spațiu și timp.
Electronii unui atom aflați într-o stare energetică (nivel enegetic) permisă a atomului sunt electroni legați. Energia necesară pentru ca electronul să devină liber este energia de ionizare. Atunci când electronul primește o cantitate de energie mai mică decât energia de ionizare el poate trece într-o stare de excitare, adică într-o stare energetic permisă în acel atom. Electronii aflați într-o stare de excitare se dezexcită, revenind la starea fundamentalăi prin emisia  de energie electromagnetică (fotoni).
Cunoașterea configurației electronilor într-un atom are aplicații în înțelegerea structurii tabelului periodic al elementelor. De asemenea, aceste date se folosesc pentru descrierea legăturilor chimice ale moleculelor. De asemenea e utilă în explicare proprietăților laserelor și a semiconductoarelor.

### Stări cuantice
Un sistem mecanic cuantic poate avea numai anumite stări. În consecință numai anumite nivele de energie sunt posibile. Nivelul de energie se referă, în general, la valorile posibile ale energiei electronilor în atomi sau molecule. Spectrul energetic al unui sistem cu valori discrete ale energiei se numește cuantificat. Nivelul de energie este o cantitate măsurabilă utilizată pentru descriere ansamblului de sisteme mecanice cuantice în fizică. Nivelul de energie poate fi numit „degenerat” dacă același nivel crespunde mai multor stări ale sistemului mecanic cuantic. Numărul de stări cuantice ce corespund aceluiași nivel energetic reprezintă degenerarea respectivului nivel.

### Tranziții energetice
Nu numai măsurarea valorii energiei nivelelor în sine este importantă ci și măsurarea diferenței dintre două nivele de energie A și B. Astfel se poate determina câtă energie este necesară pentru trecerea din starea A în starea B. Diferența de nivel de energie pentru electroni ne permite să calculăm spectrul de emisie și de absorbție a atomilor (spectrul de frecvențe al radiațiilor electromagnetice emise sau absorbite).

## Funcția de undă
Cu ajutorul funcției de undă se poate determina probabilitatea de a găsi o particulă în regiunea dorită a spațiului. Funcția este folosită pentru descrierea oricărui sistem fizic. Cu aceasta se face maparea posibilelor stări ale sistemului în numere complexe. Evoluția în timp poate fi calculată folosind legea mecanicii cuantice: ecuația lui Schrödinger. Valorile funcției sunt numere complexe ce reprezintă amplitudini de probabilitate ca sistemul să se găsească într-o stare posibilă. În cadrul atomilor, funcția ne dă configurările posibile ale electronilor.

### Orbitalul atomic
Orbitalul atomic este o funcție de undă ce determină regiunea în care un electron se poate găsi în jurul unui atom izolat, într-o stare energetică particulară. Rezultatul se mai numește și lista de stări cuantice posibile ale electronului.
Starea unui electron într-un atom este dată de patru numere cuantice. Aceste numere sunt proprietățile orbitalului în care se găsește electronul:
- Numărul cuantic principal, este un număr natural notat n ≥ 1. Acesta cuantifică energia orbitalului. Fiecare atom are, în general, mai mulți orbitali, asociați fiecărei valori a lui n; acești orbitali împreună sunt numiți pături de electroni. În funcție de acesta, nivelurile electronice (păturile) sunt K, L, M, N, O, P, Q etc.

- Numărul cuantic azimutal, notat l, cu valori între 0 și n-1. Acesta cuantifică momentul cinetic orbital. Pentru nivelul energetic (pătura) cu numărul cuantic principal n sunt n subnivele (subpături) s,p,d,f,g,h,i,k etc determinând forma orbitalului; numărul cuantic azimutal arată numărul de noduri la nivelul nucleului în graficul densității probabilității de localizre.

- Numărul cuantic magnetic, notat m, cu valori între -l și +l, inclusiv 0. Acesta cuantifică momentul magnetic orbital al electronului într-o direcție anume arbitrară (specificată) a câmpului magnetic extern. Determină modificarea energiei unui orbital atomic datorată unui câmp magnetic extern (efectul Zeeman). Acest număr cuantifică orientarea în spațiu a momentului cinetic.Numărul cuantic magnetic indică numărul orbitalilor disponibili într-un subnivel, și este folosit pentru a calcula componenta azimut a orientării orbitalului în spațiu.

- Numărul cuantic de spin, notat s este pentru electron 1/2. Numărul cuantic magnetic de spin ms ia valori între -s și +s din 1 în 1, adică 2s+1 valori. În cazul electronuluilui valorile posibile ale lui ms  sunt -½ și +½ (numite uneori „jos” sau „sus”). Spinul este o proprietate intrinsecă a electronului, independentă de celelalte numere cuantice.

Conform principiului de excludere al lui Pauli, nu există doi electroni într-un atom cu același set de valori ale celor patru numere cuantice (n, l, m, ms).

## Istoric
Primii pași spre dezvoltarea studiului fizicii atomice s-au făcut din momentul în care s-a descoperit fapte in sprijinul ipotezei alcătuirii din atomi a substanțelor în secolul al XVIII-lea, prin aportul fizicianului John Dalton. Începutul fizicii atomice moderne este marcat de descoperirea liniilor spectrale de către Joseph von Fraunhoffer, aproximativ în anul 1814 – inventarea stereoscopului.